# Your Party (Großbritannien)
Your Party ist der vorläufige Name einer neuen linksgerichteten Partei im Vereinigten Königreich, die die ehemaligen Mitglieder der Labour Partei Jeremy Corbyn und Zarah Sultana am 24. Juli 2025 gegründet haben. Die Partei befindet sich noch in der Gründungsphase und hat noch keinen festgelegten Namen. Er soll bei einer Gründungskonferenz bestimmt werden, die für Mitte bis Ende 2025 erwartet wird.
Die Partei hat Verbindungen zur Independent Alliance, eine Gruppe aus sechs Abgeordneten im Unterhaus, der Zarah Sultana im Juli 2025 beigetreten ist.

## Hintergrund
Die Idee einer neuen linksgerichteten Partei stand bereits länger im Raum. Jeremy Corbyn war für viele Jahre Mitglied der Labour Partei sowie ihr Vorsitzender. Jedoch wurde er aus der Partei entlassen und trat bei der britischen Unterhauswahl 2024 als unabhängiger Kandidat im Wahlkreis Islington North an, wo er auch gewählt wurde. Daraufhin gründete er die Parlamentsfraktion Independet Alliance mit vier unabhängigen muslimischen Abgeordneten, die wegen ihrer Pro-Gaza Standpunkte gewählt wurden. Im Dezember 2024 sagte die Zeitung The Spectator voraus, dass aus diesem Bündnis wahrscheinlich eine eigene Partei entstehen wird. Laut der Zeitung sprachen sich drei der Mitglieder, Shockat Adam, Adnan Hussain und Ayoub Khan für eine Parteigründung aus, während Corbyn eher zurückhaltend reagierte.

## Geschichte

### Ankündigung durch Sultana
Zarah Sultana, die 2024 für die Labour Partei ins Unterhaus gewählt wurde, jedoch später aus der Partei entlassen wurde, kündigte im Juli 2025 an, Labour verlassen und eine neue Partei, zusammen mit Jeremy Corbyn und anderen unabhängigen Abgeordneten, gründen zu wollen. Iqbal Mohamed, Mitglieder der Independent Alliance, unterstütze ihre Aussagen in den sozialen Medien. Corbyn bestätigte, dass laufende Verhandlungen zur Gründung einer neuen Partei um die Mitglieder der Independent Alliance bestünden.
Laut The Times, stimmte Corbyn Sultanas Aussagen nicht zu und wies sie an, diese zu löschen. Diese Aussage entstand nach einer Abstimmung unter Sozialisten, die in die Diskussionen involviert waren (inklusive Corbyn und Sultana), in denen für die Gründung einer neuen Partei unter der Leitung der beiden Politiker abgestimmt wurde. Corbyns Anhänger hatten sich enthalten, da sie auf eine Abstimmung über die Leitung warten wollten.

### Start der Partei
Am 24. Juli 2025, zuerst über einen Beitrag auf X, veröffentlichten Corbyn und Sultana eine Website, auf der sich Unterstützer anmelden konnten und luden Unterstützer zu einer Einführungskonferenz ein. Beworben wurde die Partei mit "Your Party – and the new party that develops from it" (Deine Partei – und die neue Partei, die sich daraus entwickelt). Der Name "Your Party" wurde von den Medien aufgegriffen. Darauf antwortete Zarah Sultana mit "It's not called Your Party!" (Sie heißt nicht Your Party!), der Name wurde als Zwischenlösung festgelegt. Jeremy Corbyn behauptete, dass sich mehr als 80.000 Menschen während der ersten fünf Stunden in die Mailingliste für Updates über die Partei eingetragen hatten, am 25. Juli bereits 300.000.
Die anderen Mitglieder der Independet Alliance unterstützten die Gründung einer neuen Partei und begrüßten Sultana als Neuzugang zu ihrem Bündnis.
BBC News behauptete, dass die Partei wahrscheinlich zu den Lokalwahlen 2026 gegründet werden würde.
Sky News berichtete, dass bereits 200 Lokalabgeordnete in der Partei involviert wären, von denen manche aus bereits existierenden unabhängenden Fraktionen kämen.

## Politisches Programm
Um das Programm der Partei zu bestimmen, soll eine Gründungskonferenz abgehalten werden, jedoch erwähnten Corbyn und Sultana in einer gemeinsamen Stellungnahme bei der Veröffentlichung der Website, die Themen Umverteilung, Verstaatlichung, sozialer Wohnungsbau und Widerstand gegen die Privatisierung des National Health Service. Erwartetet wird zudem ein Exportstopp für Waffen an Israel, Klimaschutz und Schutz der Versammlungsfreiheit.
Nach der Veröffentlichung betonte Corbyn außerdem den besonderen Fokus der Partei auf basisdemokratische Organisation.  Ein ehemaliger Lokalabgeordneter der Labour Partei Amna Abdullatif, behauptete außerdem, dass die Unterstützung Gaza ein zentraler Punkt der Partei sein wird.
Vor der Veröffentlichung behauptete Pamela Fitzpatrick, eine der Organisatorinnen der Partei, dass diese ein kompromisslos sozialistisches Programm verfolgen würde, das wesentlich weiter als das damalige Programm der Labour Partei unter Jeremy Corbyn gehen würde.

## Organisation
The Telegraph berichtete am 25. Juli, dass Corbyn und seine Verbündeten dabei wären eine Verwaltung für die neue Partei aufzubauen, die unabhängig vom Peace and Justice Project, eine Kampagne Jeremy Corbins, agieren würde.